# 新聞業における特定の不公正な取引方法
新聞業における特定の不公正な取引方法（しんぶんぎょうにおけるとくていのふこうせいなとりひきほうほう）は、新聞業において新聞の値引きの禁止などを定めた特殊指定である。通称：新聞特殊指定（しんぶんとくしゅしてい）。

## 概要
新聞特殊指定では、具体的には次の3点を定めている。
- 新聞発行本社が地域または相手方により多様な定価・価格設定を行うことを禁止（ただし、学校教育教材用や大量一括購読者向けなどの合理的な理由がある場合は例外）。
- 販売店が地域または相手方により値引き行為を行うことを禁止（1のような例外はない）。
- 新聞発行本社による販売店への押し紙行為を禁止。

## 解説
新聞特殊指定により新聞は全国一律価格となっている。ただ新聞社が学校教育教材用定価、大量一括購読者向け定価、長期購読者向け定価、口座振替用定価、前払い用定価などの多様な定価を設定しても特殊指定上は何ら問題はない。
同様に一物一価を定めている再販制度との違いは次のような点にある。
- 再販制度は独占禁止法の例外として許容されているに過ぎないので、新聞社・販売店間の合意によって割引販売が可能である（禁止の例外）。
- 新聞特殊指定は法によって原則として定価販売が強いられる（強制）。

特殊指定は新聞社が新聞販売店に対しテリトリー制や専売店制を強要することを可能にしているとの説がある。それは次のような内容である。
- 一般指定によれば排他条件付き取引（11項）や拘束条件付き取引（13項）は不当な場合は違法であるから、これに該当するテリトリー制や専売店制を強要することは違法である。
- しかし、特殊指定と一般指定が共に指定されている場合には特殊指定のみが適用されるから一般指定は適用されない。
- よって、新聞業におけるテリトリー制や専売店制の強要は違法ではない。

ただし「一般指定は適用されない」という主張は通らないとするのが通常の解釈である。

## 沿革

### 指定の経緯
第二次世界大戦後の混乱期、紙の統制令が撤廃されると新聞の拡販競争が激化し景品による顧客獲得競争が異常なほどに過熱した。特に読売新聞は景品の取り締まりに反対しつつ、大阪に進出するに際して景品に多額の予算を投じて顧客を他社から奪う作戦に出るなどしたため独禁法違反で提訴されている。そうした混乱のなかで業界内から規制を求める声が高まり、新聞には1953年に再販制度が、1955年には新聞特殊指定が適用された。

### 見直し論
1990年代に入ると、公正取引委員会（公取委）では新聞の再販制度を含めた著作物再販制度全体についてこれを独占禁止法の適用除外にしておく理由はないのではないかとの観点から見直し作業を進めていた。しかし、新聞に関しては、他の著作物とは異なり、値引きなどを禁止した新聞特殊指定も存在するという特殊な事情があったためこれについても見直し論が浮上した。1999年には一部を改正して多様な定価設定を可能としている。
2005年から2006年にかけては抜本的見直し論が浮上した。その際、日本新聞協会は特殊指定の堅持を求める特別決議を全会一致で採択した。また、各新聞は紙面で特殊指定の維持を主張した。自由民主党は新聞販売懇話会（会長代行・中川秀直、事務局長・山本一太）やその下部組織である「新聞の特殊指定に関する議員立法検討チーム」（座長・高市早苗）を設置し、新聞特殊指定維持のため公取委に圧力をかけた。また自民党以外の各政党も見直しに反対姿勢を示し、最終的に公取委は結論を出すことを見合わせた。
2008年、公正取引委員会委員の国会同意人事に際し2005年当時の公取委事務総長で特殊指定見直しに意欲をみせていた上杉秋則は公正取引委員会委員に内定していたが、著書の経歴において弁護士資格を有していないにもかかわらず「弁護士」の肩書きを用いていたことが（出版社のミスであり、事前に内閣に報告されていたものの）問題視され政府によってこの人事案は採決前に撤回された（詳細は上杉秋則を参照）。

## 議論
新聞特殊指定の廃止を含めた見直しに際しては次のような議論がなされた。
公取委は、
- 新聞特殊指定が新聞について多様な定価設定を行わない口実に使われているおそれがあり、消費者利益を害する結果をもたらしている。
- 新聞特殊指定が独占禁止法の認めた範囲を超える過剰規制となっているおそれがある。
- 新聞については著作物再販制度の対象となっていることから販売店間の価格競争を回避したいのであれば、新聞発行本社と販売店の間の再販契約を利用すべきである。

などの理由から特殊指定をこのまま維持する理由はないと述べている。
これに対し、新聞業界は特殊指定が廃止されると次のようになると主張している。
- 競争の結果戸別宅配網が衰退し多様な新聞を選択できる機会を奪い、市民の知る権利が損なわれる。
- 僻地では宅配が困難になる。

この意見には以下のような反論がなされている。
- 再販制度は販売方法の問題であり、「知る権利」や「言論の自由」とは別問題である。
- 新聞には再販制度があるため価格がある程度保たれ、個別の販売店が倒産しても別の販売店が参入でき、宅配網も維持される。
- 僻地ではそもそも併売店がほとんどで競争がない。また、販売店による宅配を行わない地域があるが郵便（第三種郵便物）によって宅配されており支障はない。

## 実態
- 勧誘の現場では契約を優位に進めるため数カ月間の無料サービスを条件提示するなど実質的な値引き販売が横行している（詳細は新聞拡張団、新聞配達#営業も参照）。
- 各地で販売店が新聞社に対して押し紙に関する訴訟を起こしている。
- 「購読料のほかに配達料をとられている」という例が報告されている[4]。